# Xã Viding, Quận Clay, Minnesota
Xã Viding (tiếng Anh: Viding Township) là một xã thuộc quận Clay, tiểu bang Minnesota, Hoa Kỳ. Năm 2010, dân số của xã này là 103 người.